# アルフレッド・フレディ・クルパ
アルフレッド・フレディ・クルパ（Alfred Freddy Krupa（Krūppa)、1971年6月14日 - ）は、クロアチアの現代画家であり、原案者、本の芸術家、美術家の写真家、美術教師である。学際的アーティストであるクルパは、新インクアート運動（New Ink Art movement）の先駆的な勢力と考えられており、そのため彼は国際的に認知されている。